# Диброва (Войниловская поселковая община)
Диброва (укр. Діброва) — село в Войниловской поселковой общине Калушского района Ивано-Франковской области Украины.
Население по переписи 2001 года составляло 178 человек. Занимает площадь 9,87 км². Почтовый индекс — 77311. Телефонный код — 03472.